# Leonhard von Prittwitz
Eugen Wilhelm Leonhard (Carl) von Prittwitz (* 22. Juni 1799 in Ponoschau; † 29. August 1875 in Nieder-Heyersdorf) war ein deutscher Gutsbesitzer aus der Familie Prittwitz, Richter und Politiker.
Leonhard von Prittwitz war der Sohn des Rittmeisters Bernhard Otto Carl von Prittwitz und dessen Ehefrau Caroline Wilhelmine Friederike geborene von Diebitsch. Von Prittwitz, der evangelischer Konfession war, heiratete am 13. Juli 1830 in Siegda, Kreis Wohlau Pauline Charlotte Wilhelmine von Uechtritz und Steinkirch (* 27. März 1810 in Siegda; † 10. Dezember 1862 in Nieder-Heyersdorf), die Tochter des preußischen Rittmeisters Karl von Uechtritz und Steinkirch.
Von Prittwitz studierte Rechtswissenschaften unter anderem in Heidelberg. 1823 wurde er Stadtgerichtsauskulator in Trachenberg und später Staatsanwalt in Bunzlau. Auch während seiner Abgeordnetentätigkeit war er dort Staatsanwalt. Nach 1860 war er Appellationsgerichtsrat in Breslau und dann Oberlandesgerichtsrat in Glogau. Er war Herr auf Nieder-Heyersdorf und Kabel.
1850 war er Mitglied im Volkshaus des Erfurter Unionsparlaments. 1855 bis 1861 war er für den Wahlkreis Liegnitz 4 Mitglied im Preußischen Abgeordnetenhaus.